# Kanton Henrichemont
Der Kanton Henrichemont war bis 2015 ein französischer Wahlkreis im Département Cher und in der Region Centre-Val de Loire. Er umfasste sieben Gemeinden im Arrondissement Bourges; sein Hauptort (frz.: chef-lieu) war Henrichemont. Die landesweiten Änderungen in der Zusammensetzung der Kantone brachten im März 2015 seine Auflösung. Vertreter im conseil général des Départements war zuletzt für die Jahre 2004–2015 Jean-Claude Morin.

## Gemeinden
| Gemeinde            | Einwohner Jahr | Fläche km² | Bevölkerungsdichte | Postleitzahl | Code INSEE |
| ------------------- | -------------- | ---------- | ------------------ | ------------ | ---------- |
| Achères             | 376 (2013)     | –          | – Einw./km²        | 18250        | 18001      |
| Henrichemont        | 1806 (2013)    | –          | – Einw./km²        | 18250        | 18109      |
| Humbligny           | 188 (2013)     | –          | – Einw./km²        | 18250        | 18111      |
| La Chapelotte       | 168 (2013)     | –          | – Einw./km²        | 18250        | 18051      |
| Montigny            | 385 (2013)     | –          | – Einw./km²        | 18250        | 18151      |
| Neuilly-en-Sancerre | 235 (2013)     | –          | – Einw./km²        | 18250        | 18162      |
| Neuvy-Deux-Clochers | 300 (2013)     | –          | – Einw./km²        | 18250        | 18163      |